# Dajin, Chongqing
Dajin (kinesiska: 大进) är en köping i sydvästra Kina. Den ligger i stadsdistriktet Kaizhou i storstadsområdet Chongqing, omkring 280 kilometer nordost om det centrala stadsdistriktet Yuzhong. Antalet invånare är 32 213. Befolkningen består av 15 512 kvinnor och 16 701 män. Barn under 15 år utgör 25,0 %, vuxna 15-64 år 63 %, och äldre över 65 år 10,0 %.